# Qiu Bo
Qui Bo (kinesiska: 邱波; pinyin: Qiū Bō, född 31 januari 1993 i Neijiang, Sichuan) är en kinesisk simhoppare som blev dubbel världsmästare i världsmästerskapen i simsport 2011, och därigenom även kvalificerade till OS 2012, där han tog silver i 10 meter. 2011 utsågs han även till årets manliga simhoppare.